# Labellum

1 = Labellum, 2 = Petalen, 3 = Sepalen

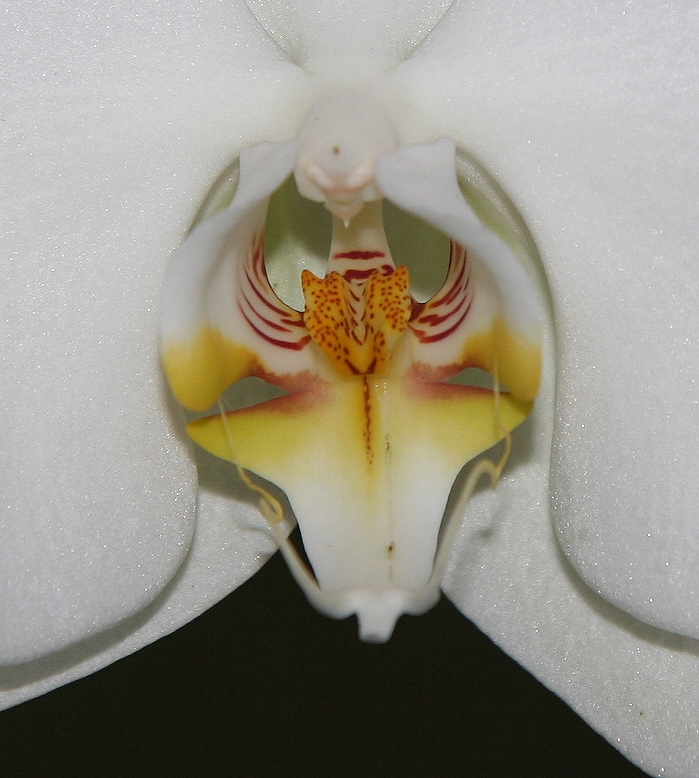
Labellum einer Phalaenopsis

Als Labellum (Plural Labella, vom lateinischen Wort labellum „Lippe“) oder Lippe, auch Honiglippe, wird in der Botanik das besonders markant ausgebildete, oft, aber nicht immer, größere, mediane Kronblatt der Blütenhülle (Perianth) der Orchideen und anderer Arten bezeichnet, das der Anlockung der Bestäuber und als deren Landeplattform dient.
Beim Bestäubungsvorgang der Pflanzen spielt das Labellum eine zentrale Rolle.
Labella kommen unter anderem bei folgenden Pflanzenfamilien vor, sind aber jeweils aus unterschiedlichen Blütenorganen hervorgegangen:
- Corsiaceae; hier aus dem Kelchblatt gebildet, eigentlich kein Kronblatt
- Blumenrohrgewächse (Cannaceae); hier aus einem Staminodium gebildet, eigentlich kein Kronblatt
- Ingwergewächse (Zingiberaceae); hier aus zwei Staminodien gebildet, eigentlich kein Kronblatt
- Costaceae; hier aus den Staminodien gebildet, eigentlich kein Kronblatt
- Stylidiaceae
- Orchideen (Orchidaceae)

Bei den Blüten der Familie der Corsiaceae wird das Labellum von einem der Kelchblätter gebildet, während bei den Orchideen das dritte Kronblatt die Lippe bildet.
(Die kontrovers diskutierte Frage, ob es sich bei dem Blütenkreis der Familie der Orchideengewächse um Tepalen oder um Sepalen und Petalen handelt, soll hier undiskutiert bleiben. Im weitaus größten Teil der Orchideenliteratur wird die Terminologie Sepalen und Petalen verwandt und soll auch hier bei den Beschreibungen dieser Pflanzenfamilie vorrangige Erwähnung finden.)
Bei der Familie der Orchideen (Orchidaceae) ist das Labellum der Blütenbereich, der den größten Formen- und Farbenreichtum zeigt und neben dem Gynostemium zum auffallendsten Teil der Blüte zählt. In vielen Fällen trägt das Labellum einen Sporn, der Nektar enthält.
Oft ist die Oberseite der Lippe mit Lamellen, Kämmen und Schwielen besetzt, was wichtige Artunterscheidungsmerkmale ergibt. Meist jedoch ist das Labellum in zwei Seitenlappen und einen wesentlich größeren Mittellappen aufgeteilt.
Ein typisches Verhalten bei den weitaus meisten Orchideen ist die Resupination des unterständigen Fruchtknotens um 180° am Ende der Knospenzeit. Durch diesen Vorgang wird die ursprünglich nach oben gedrehte Lippe im Blütenstand nach unten gebracht; ein Vorgang, der offensichtlich nur bei den Orchideen auftritt. Eine Ausnahme von diesem Verhalten macht u. a. der heimische Widerbart (Epipogium aphyllum), bei dem das Labellum oben platziert ist.
Nur bei sehr wenigen Arten ist das Labellum ähnlich gestaltet wie die beiden anderen Kronblätter (Petalen) oder es ist rückgebildet.
Ist das Labellum klein, übernehmen gewöhnlich vergrößerte Kelchblätter (Sepalen) – und weniger die Kronblätter (Petalen) – die Aufgabe des die Bestäuber anlockenden Schauapparats, wie bei einigen Arten der Gattungen Bulbophyllum, Disa und Lycaste.

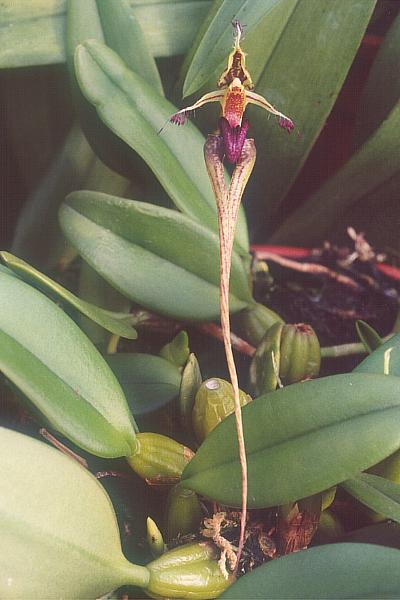
Bulbophyllum putidum
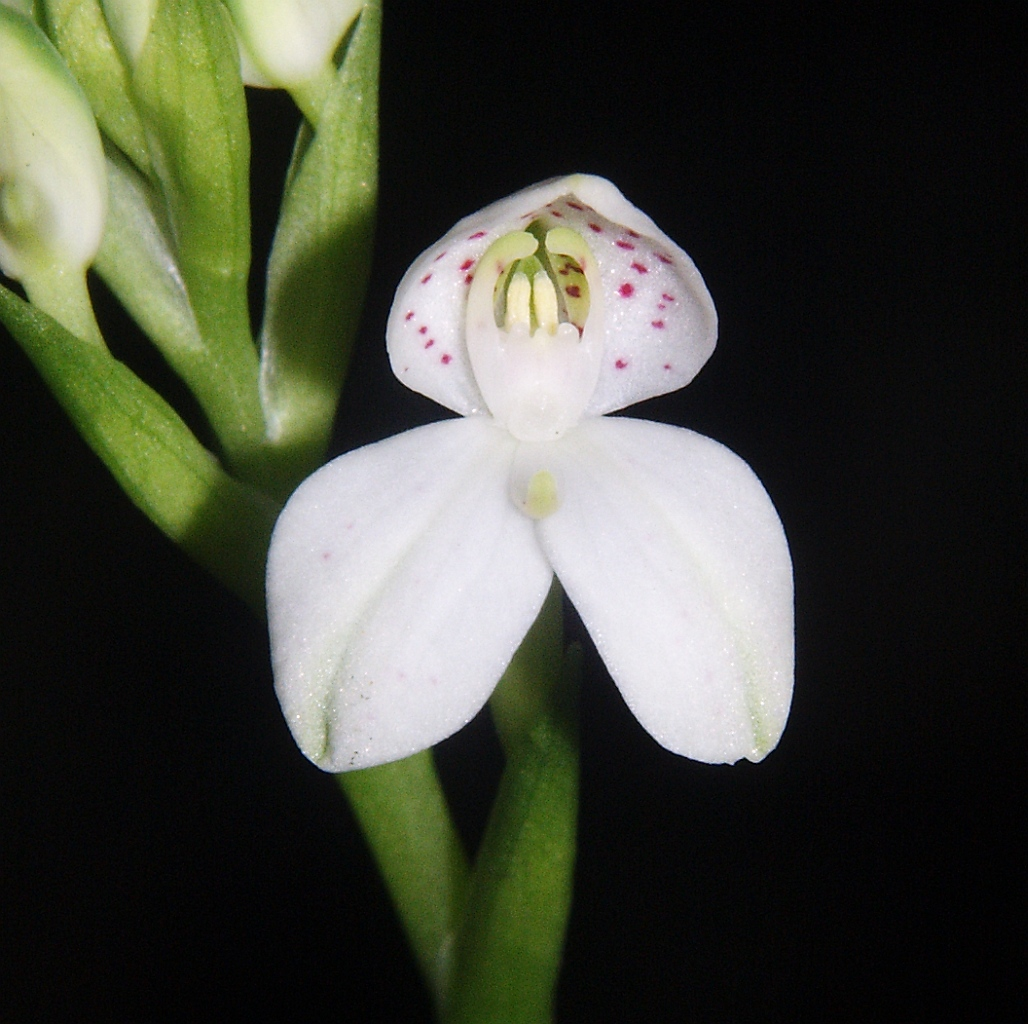
Disa tripetaloides
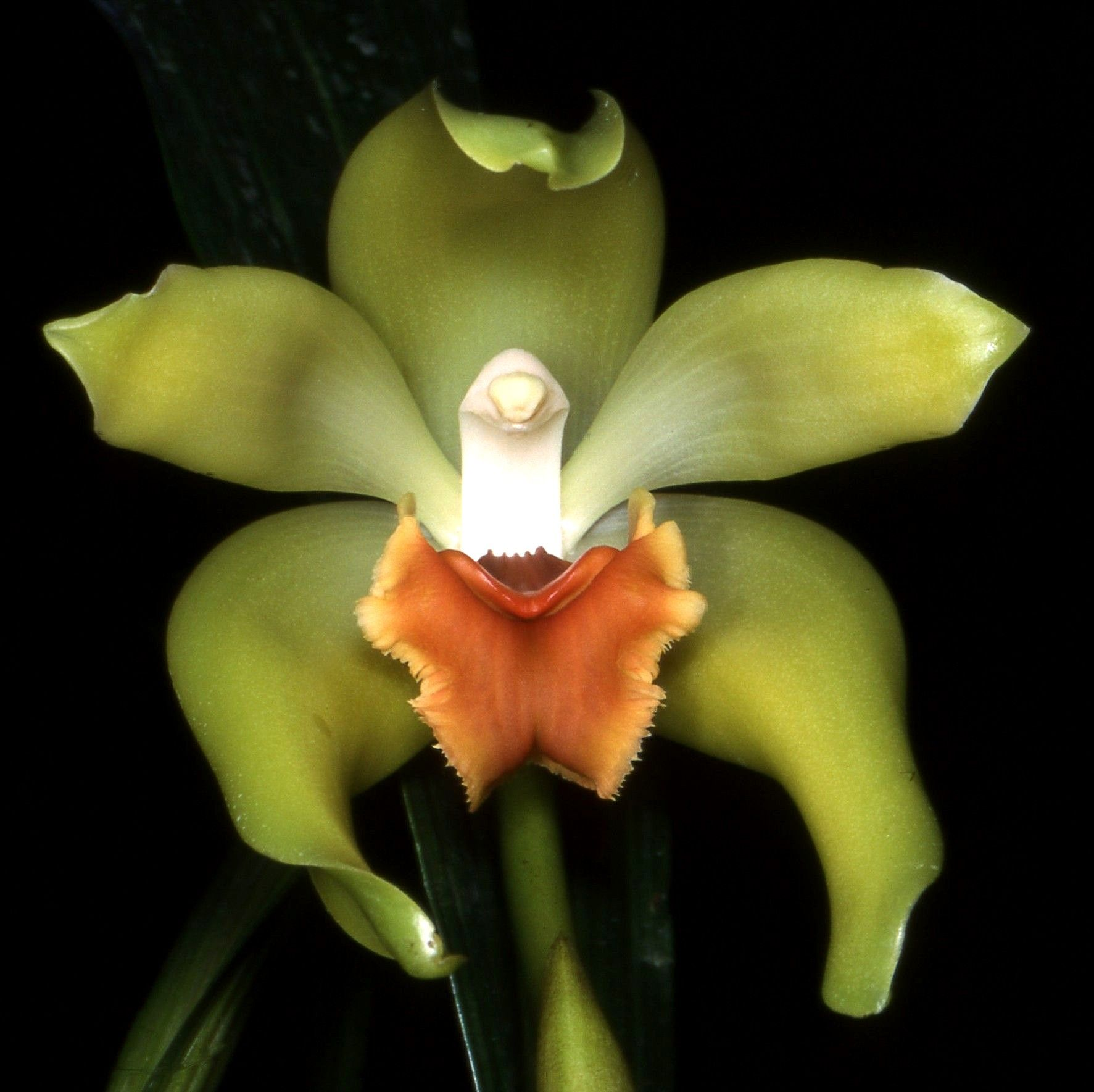
Sudamerlycaste cinnabarina

Besonders erwähnenswert sind hier die Labella der Arten der Gattung Ragwurzen (Ophrys), die in Form, Farbe, Größe und Duft weibliche Insekten imitieren (Weibchenmimikry). Bei dem Besuch der Blüten von den männlichen Insekten werden die Pflanzen bestäubt (Sexualtäuschungsblüten). Dieser Bestäubungsmodus tritt bei weiteren zehn Gattungen australischer Orchideen auf und kommt im Pflanzenreich nur bei den Orchideengewächsen vor.

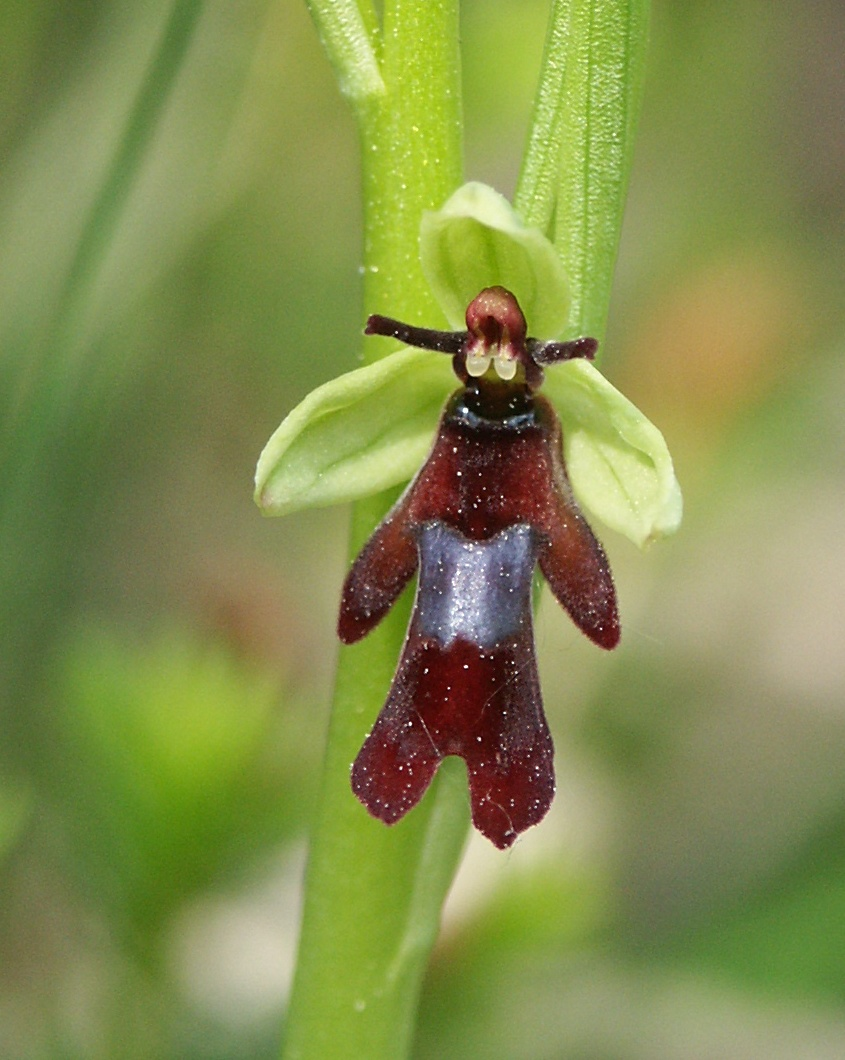
Fliegen-Ragwurz (Ophrys insectifera)
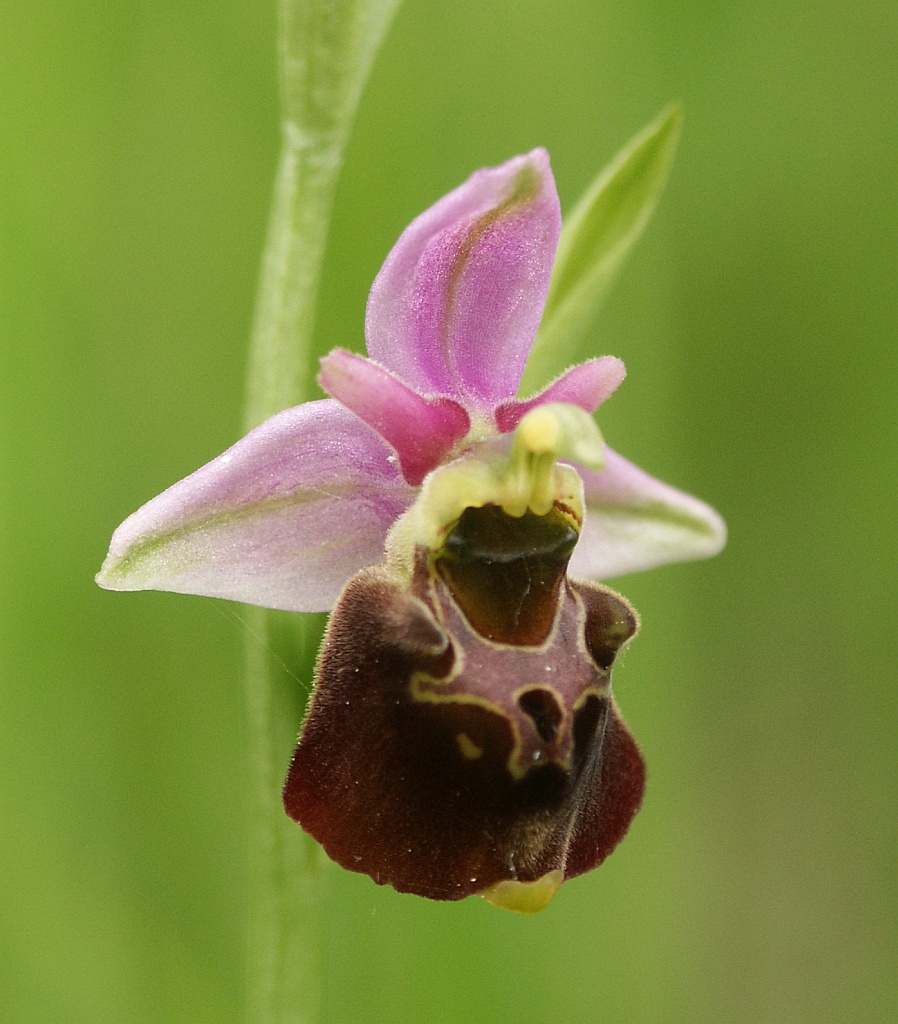
Hummel-Ragwurz (Ophrys holoserica)
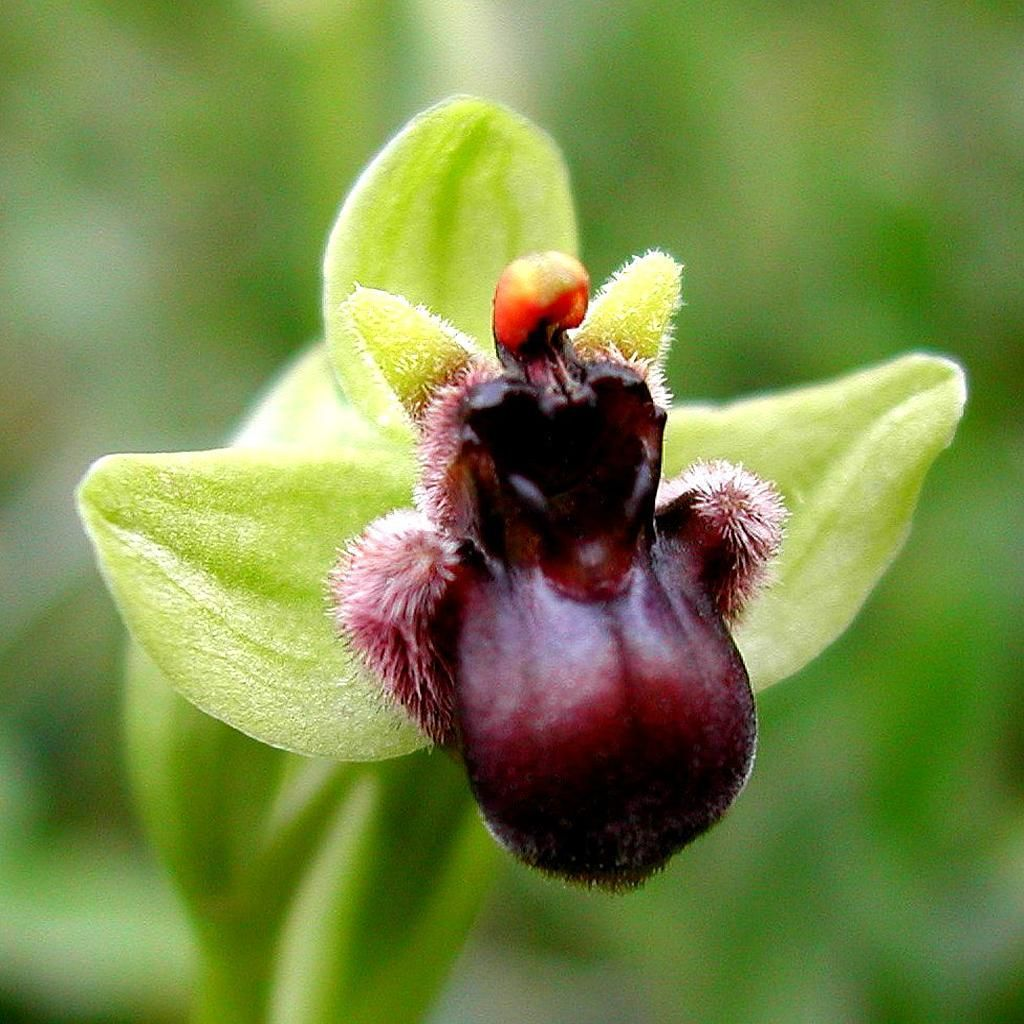
Drohnen-Ragwurz (Ophrys bombyliflora)
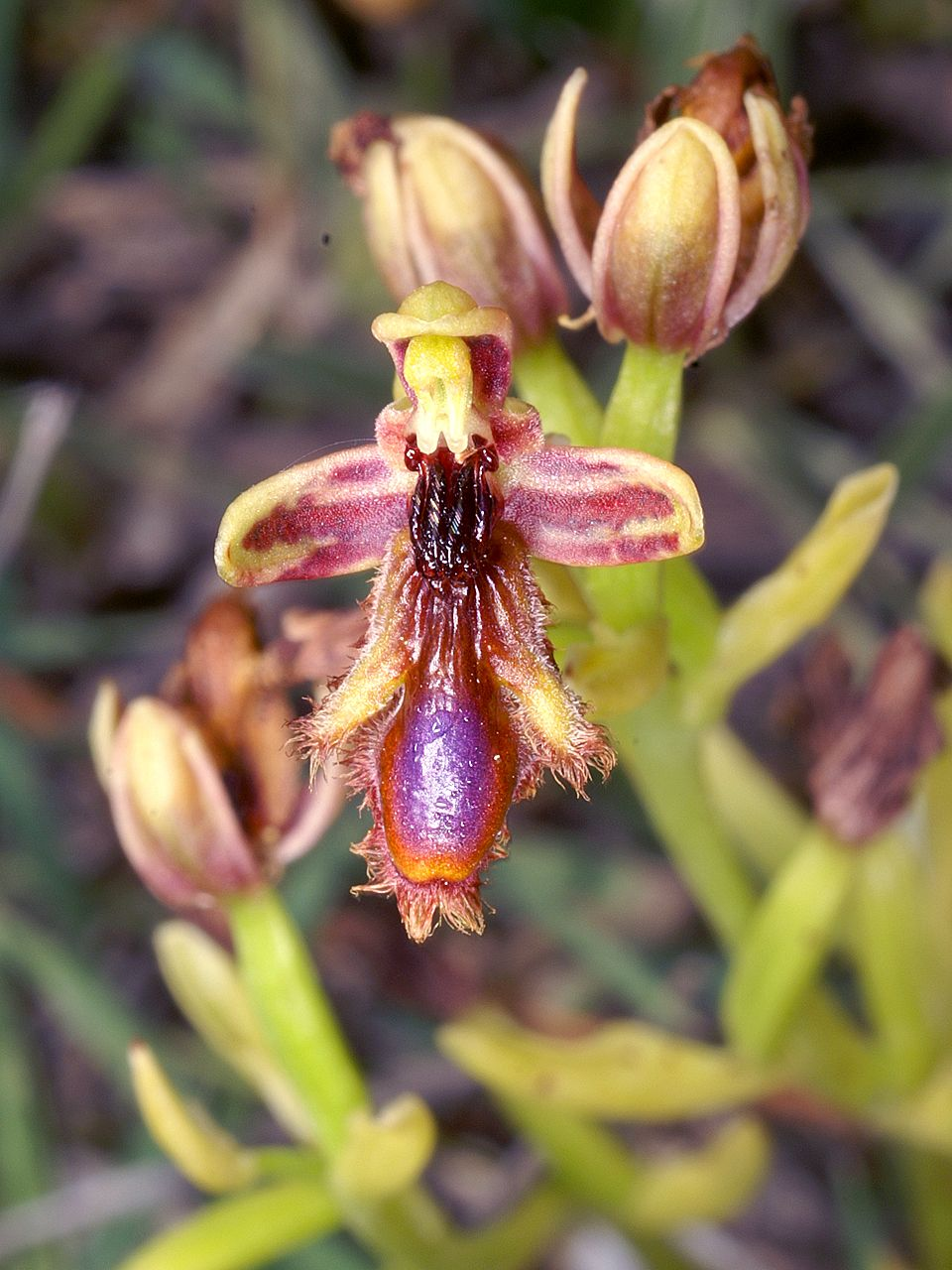
König-Ferdinand-Ragwurz (Ophrys regis-ferdinandii)

Die schuhförmigen Labella der vier Gattungen der Unterfamilie (Subfamilia) Cypripedioideae sind als spezieller Bestäubungsmechanismus mit ausgefeilter Pollenübertragung gebaut. Wollen die Insekten den Schuh, in den sie über die glatte Lippe hineingerutscht sind, verlassen, können sie das nur über einen Ausgang, bei dem sie zwangsläufig mit Pollen versehen werden.

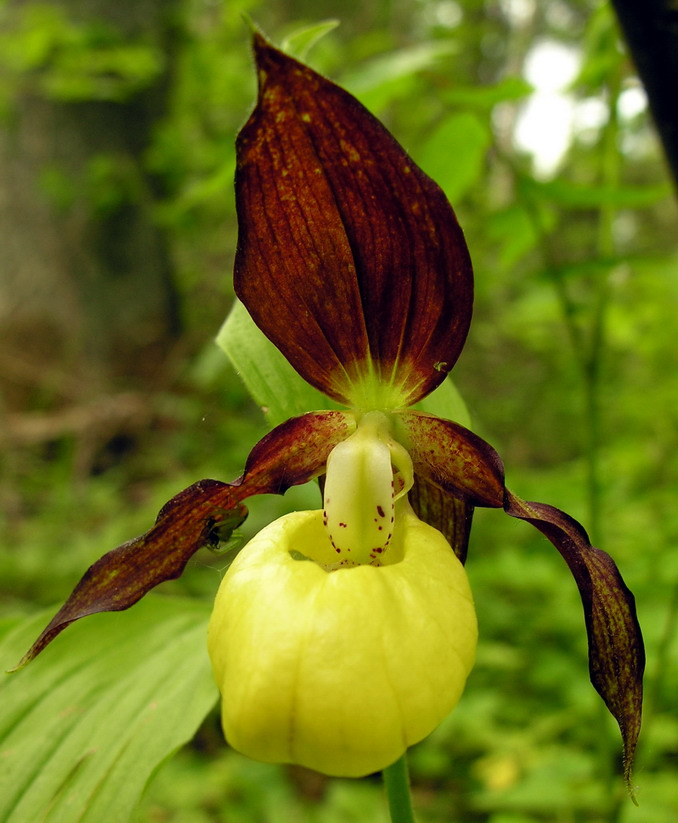
Gelber Frauenschuh (Cypripedium calceolus)
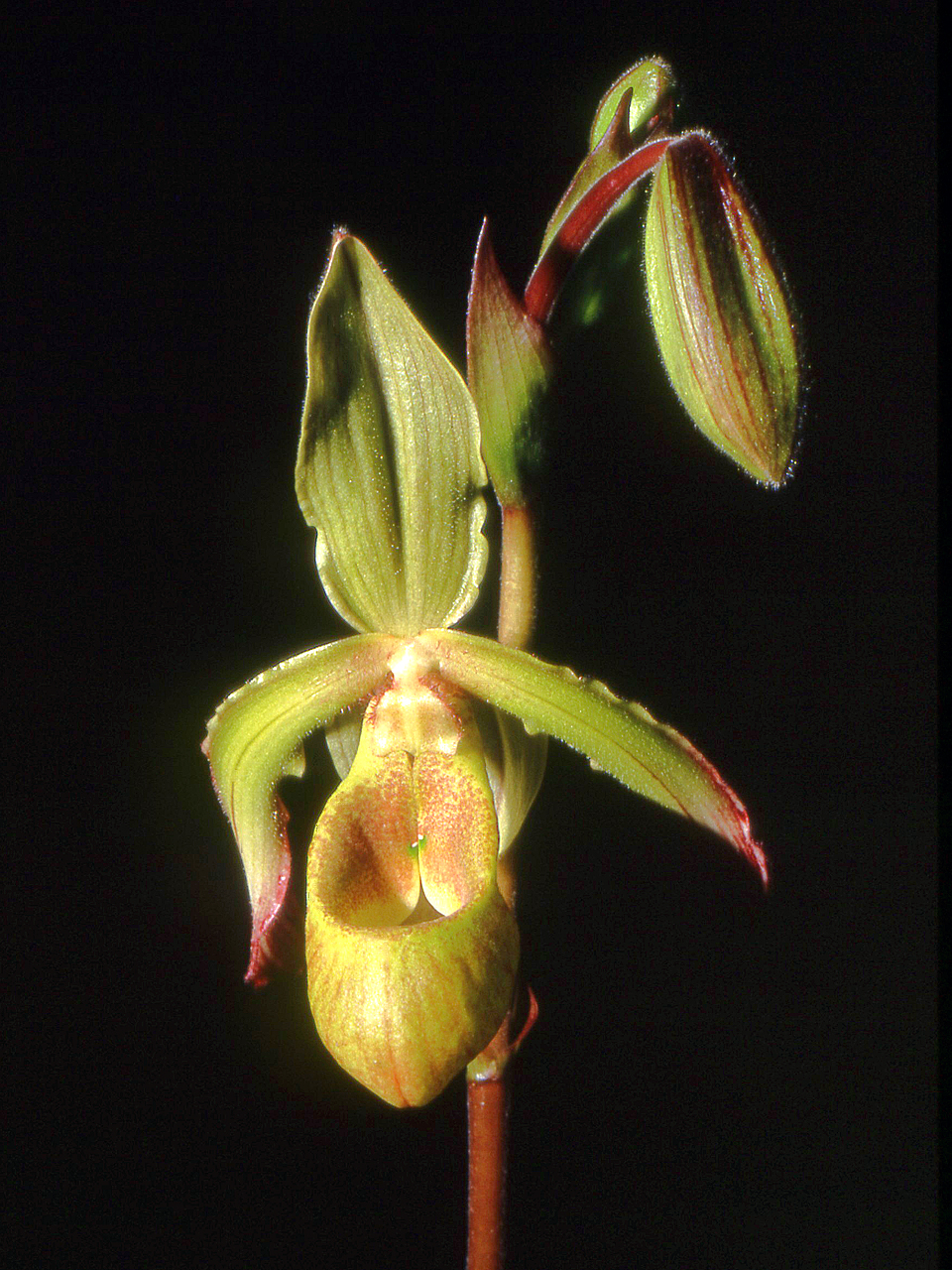
Phragmipedium lindleyanum
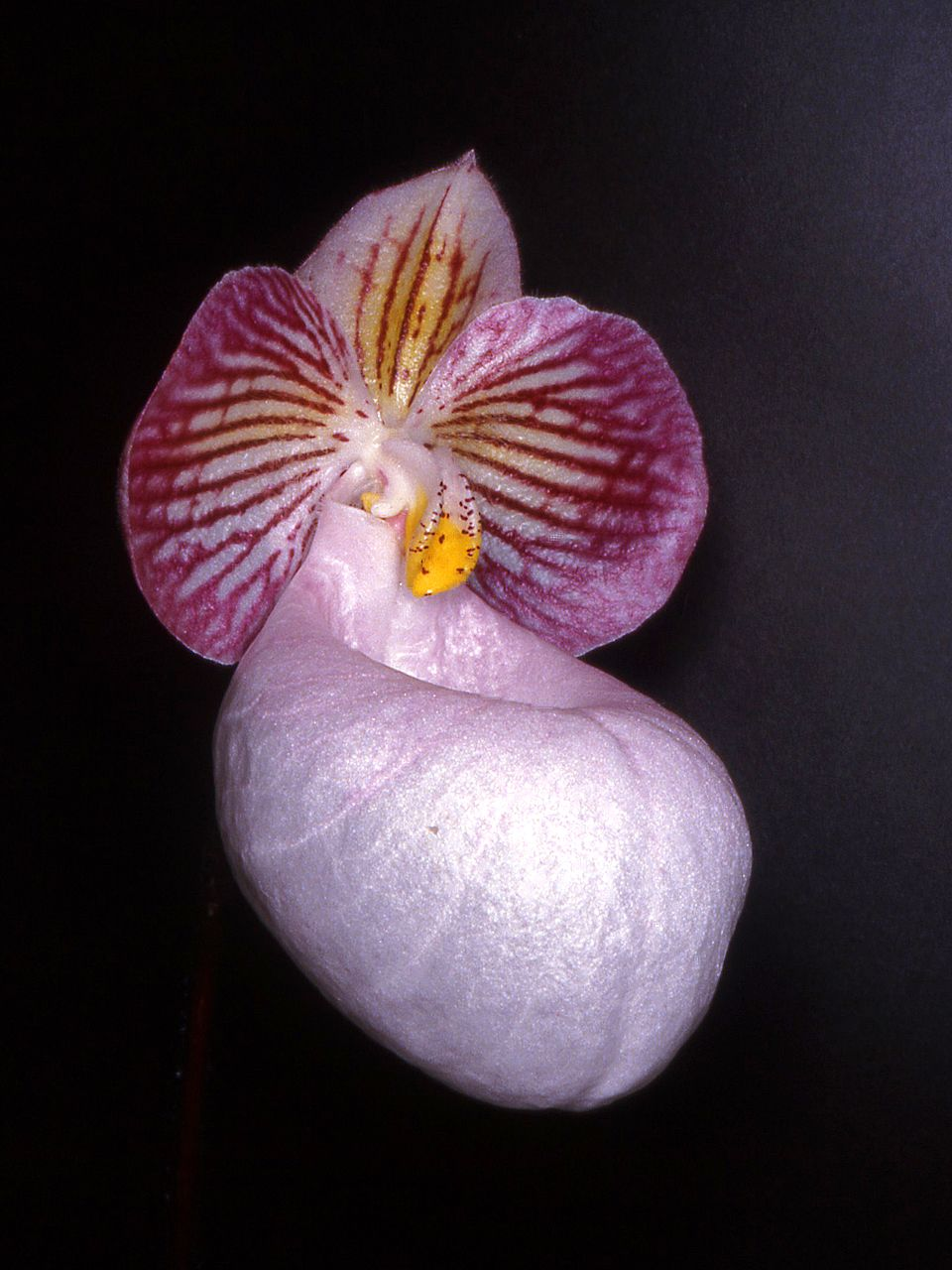
Paphiopedilum micranthum
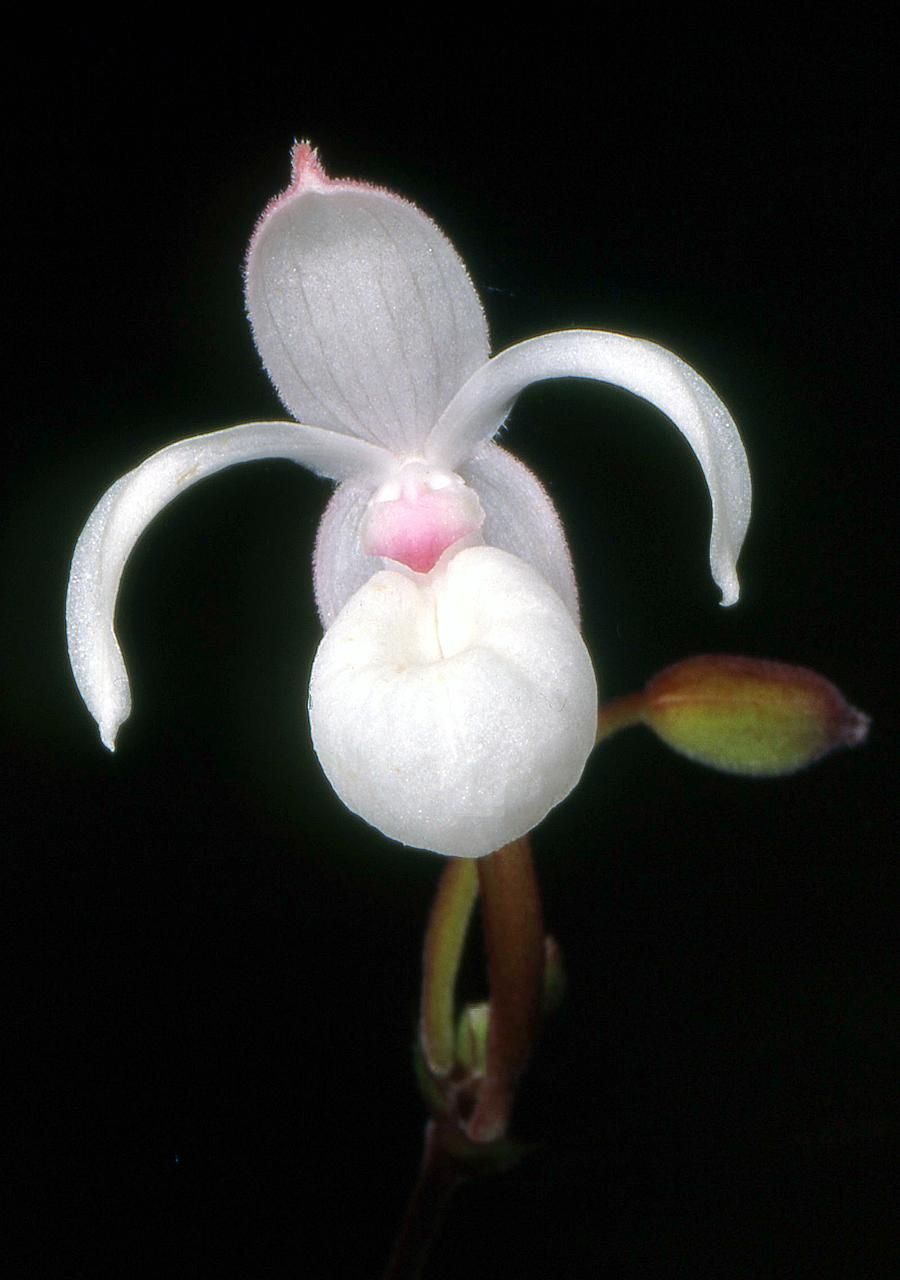
Mexipedium xerophyticum

Teilweise sehr kompliziert gewachsene Labella werden in
- Epichil (Vorderlippe),
- Mesochil (Mittellippe) und
- Hypochil (Hinterlippe) gegliedert.

Das Labellum der Stendelwurzen (Epipactis) ist beispielsweise in Vorder- und Hinterlippe unterteilt. Die Verbindung zwischen beiden Lippenteilen ist entweder mit einem beweglichen Glied verbunden (zum Beispiel Sumpf-Stendelwurz (Epipactis palustris)) oder beide Teile sind miteinander verwachsen und am Übergang eingeschnürt. Im Hypochil befindet sich der Nektar.

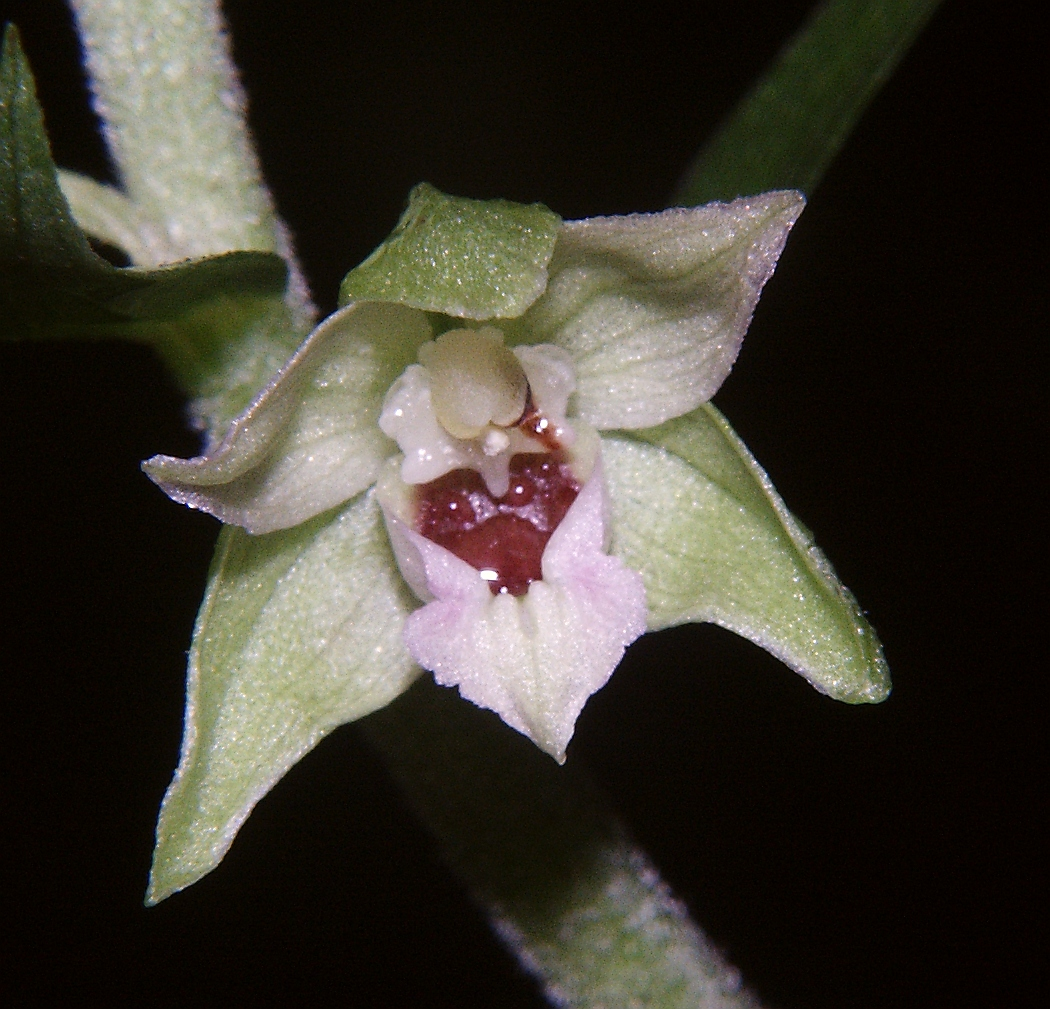
Müllers Stendelwurz (Epipactis muelleri) Übergang vom Epichil zum Hypochil
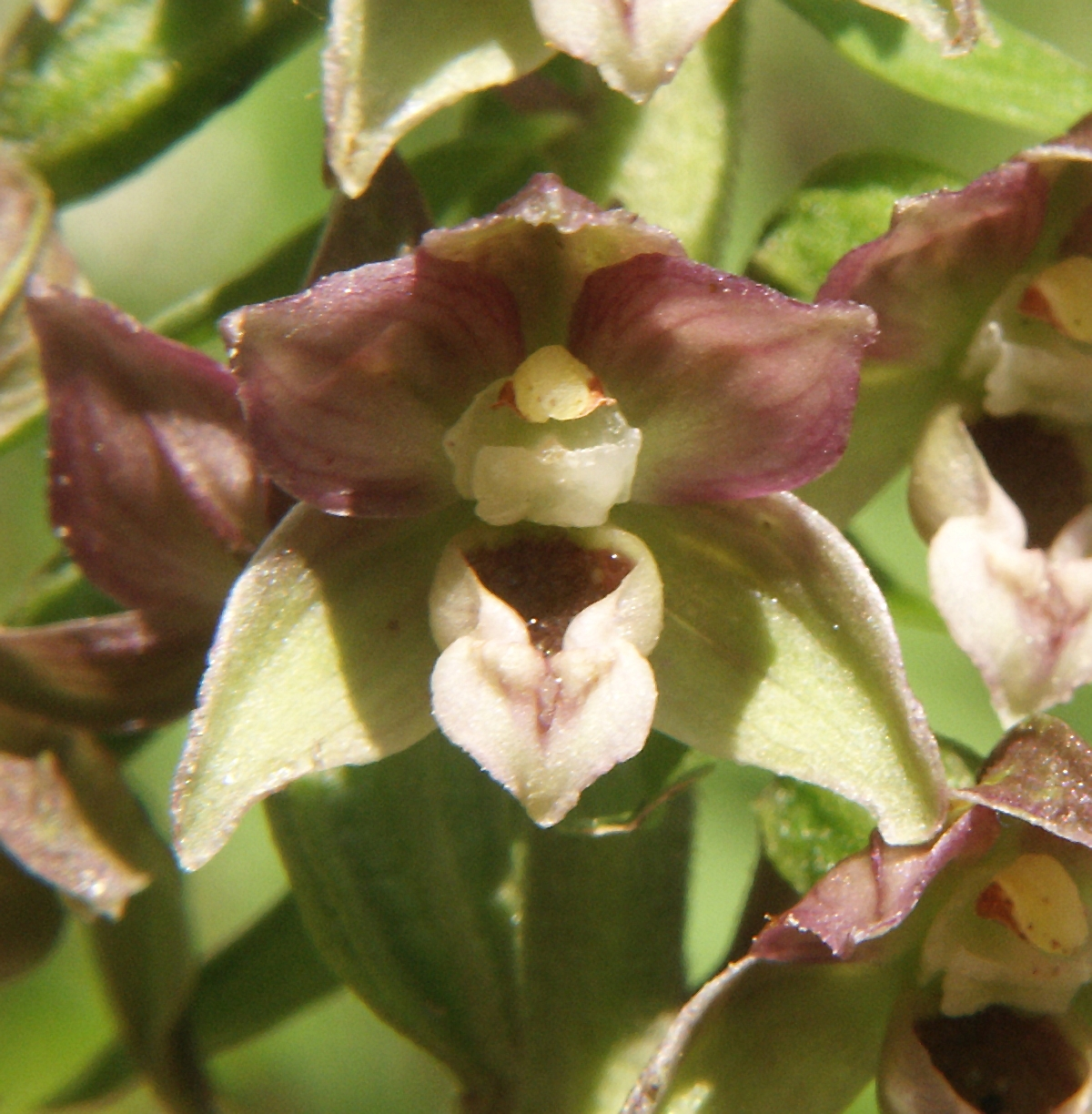
Kurzblättrige Stendelwurz (Epipactis distans) Übergang vom Epichil zum Hypochil
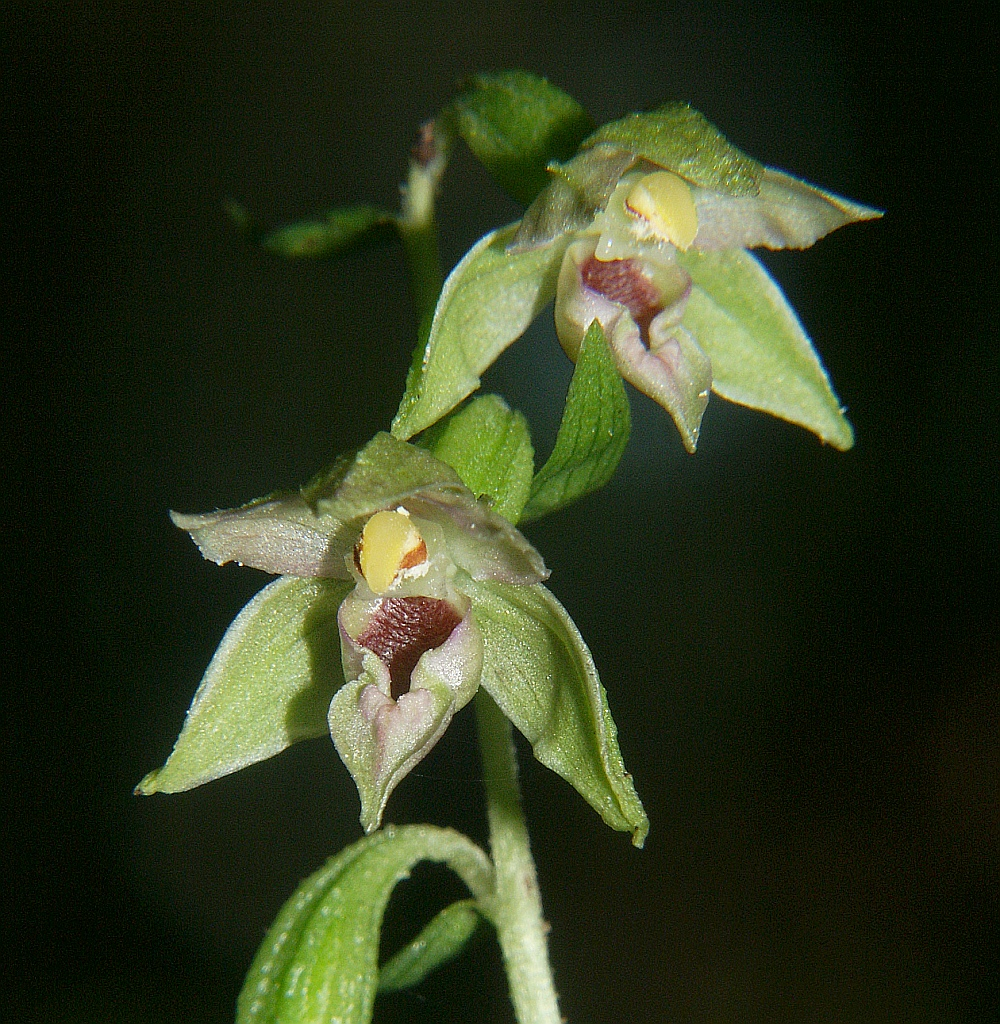
Schmallippige Stendelwurz (Epipactis leptochila) Übergang vom Epichil zum Hypochil